# Gorica (Radovljica, Slovenija)
Gorica je naselje u slovenskoj Općini Radovljici. Gorica se nalazi u pokrajini Gorenjskoj i statističkoj regiji Gorenjskoj. 

## Stanovništvo
Prema popisu stanovništva iz 2002. godine naselje je imalo 91 stanovnika.